# Georges Berr
Georges Berr (Parijs, 30 juli 1867 – aldaar, 25 juli 1942) was een filmregisseur, scenarioschrijver, dramaturg en theateracteur in Frankrijk.

## Leven en werk
Wanneer Berr afzwaaide van het Conservatorium van Parijs met de eerste prijs in komedie, ging hij werken voor de Comédie-Française (1886). Heel zijn carrière bleef hij komediespeler van de Comédie-Française, in de rollen van huisknechten in klassieke theaterstukken doch ook in moderne rollen. Zijn grootste bekendheid had hij in de hoofdrol van Gringoire geschreven door Théodore de Banville. Een andere bekende rol was in de operette Princesse Bébé van Louis Varney. In 1883 werd hij lid van de Comédie-Française. Hij werd docent aan het Conservatorium van Parijs in 1900 en bleef dit tot in 1920.
Berr schreef meerdere toneelstukken, tezamen met Louis Verneuil. Het ging onder meer om L’Amant de Madame Vidal, La Pomme, L’Ecole des Contribuables en Guignol, un cambrioleur. Een libretto voor een operette van de hand van Berr was Meine Schwester und ich; dit was een operette van Ralph Benatzky dat voor het eerst uitgevoerd werd in Berlijn in 1930, en nog hetzelfde jaar in Parijs en Nancy. 
Berr was de regisseur van twee korte stomme films: L'Enfant prodigue (1909) volgens een scenario van Henri Lavedan en de film Les Précieuses ridicules (1909) naar een theaterstuk van Molière. Voor de regisseur René Clair schreef Berr later mee aan het scenario van de film Le Million (1930). Voor de films La Porteuse de pain (1934) en Ferdinand le Noceur (1935) schreef Berr het volledige scenario.
In het jaar 1923 stopte zijn carrière bij de Comédie-Française; hij werd toen vereerd met de titel van eresecretaris van de Comédie-Française (1923).
Berr was gehuwd met Jeanne Clémentine Bertiny. Berr was de oom van de broers Jean-Pierre Aumont/Jean Pierre Salomons en François Villiers/François Salomons (1920-2009) die allebei in de filmwereld actief waren. Zijn neef Henri Berr (1863-1954) was filosoof en schrijver. Georges Berr overleed in 1942, waarna hij op het Cimetière du Montparnasse werd begraven. 